# 索贾特罗阿德
索贾特罗阿德（Sojat Road），是印度拉贾斯坦邦Pali县的一个城镇。总人口11173（2001年）。

## 人口
该地2001年总人口11173人，其中男性5752人，女性5421人；0—6岁人口1760人，其中男939人，女821人；识字率65.26%，其中男性为75.85%，女性为54.01%。